# Mon Moscou
Mon Moscou (en russe : Моя Москва, Moïa Moskva) est l'hymne de la ville de Moscou depuis 1995. La musique fut composée en 1941 par Isaac Dounaïevski et les paroles écrites par Sergueï Agranian et Mark Lissianski.
À l'origine, la chanson avait quatre couplets, mais comme le dernier était un hommage à Staline, la chanson actuelle n'en possède plus que trois, le dernier ayant été retiré sous Brejnev[réf. souhaitée].

## Paroles actuelles depuis 1995
Ces paroles sont utilisées comme hymne de la ville de Moscou.
| Paroles russes en écriture cyrillique | Paroles russes en écriture latine | Traduction littérale en français | Adaptation en anglais |
| Я по свету немало хаживал, Жил в землянке, в окопах, в тайге, Похоронен был дважды заживо, Знал разлуку, любил в тоске. Но Москвою привык я гордиться И везде повторял я слова: Дорогая моя столица, Золотая моя Москва! Я люблю подмосковные рощи И мосты над твоею рекой, Я люблю твою Красную площадь И кремлевских курантов бой. В городах и далеких станицах О тебе не умолкнет молва, Дорогая моя столица, Золотая моя Москва! Мы запомним суровую осень, Скрежет танков и отблеск штыков, И в веках будут жить двадцать восемь Самых храбрых твоих сынов. И врагу никогда не добиться, Чтоб склонилась твоя голова, Дорогая моя столица, Золотая моя Москва,! | Ja po svetu nemalo hažival, Žil v zemlänke, v okopah, v tajge, Pohoronen byl dvaždy zaživo, Znal razluku, lübil v toske. No Moskvoju privyk ja gorditjsä I vezde povtoräl ja slova Dorogaja moja stolica, Zolotaja moja Moskva! Ja lüblü podmoskovnyje rošči I mosty nad tvojeju rekoj, Ja lüblü tvoju Krasnuju ploščadj I kremlövskih kurantov boj. V gorodah i dalökih stanicah O tebe ne umolknet molva, Dorogaja moja stolica, Zolotaja moja Moskva! My zapomnim surovuju osenj, Skrežet tankov i otblesk štykov, I v vekah budut žitj dvadcatj vosemj Samyh hrabryh tvoih synov. I vragu nikogda ne dobitjsä, Čtob sklonilasj tvoja golova, Dorogaja moja stolica, Zolotaja moja Moskva! | J'ai beaucoup erré à travers le monde, J'ai vécu dans des cavités, dans des tranchées et dans la taïga, J'ai été enterré vivant deux fois dans ma vie, J'ai souffert de la séparation, j'ai aimé et pleuré. Mais je me suis habitué à être fier de Moscou Et partout j'ai répété ces mots Ma chère capitale, Mon Moscou doré ! J'adore les bois près de Moscou, Et des ponts au-dessus de ta rivière, J'aime ta place rouge Et le carillon du Kremlin. Il y aura toujours des discussions sur toi Dans les villes et dans les villages éloignés, Ma chère capitale, Mon Moscou doré ! Nous nous souviendrons de cet automne sévère, Nous nous souviendrons du broyage des réservoirs et de l'éclat des baïonnettes, Et tes vingt-huit braves fils Vivra dans des siècles. Mais l'ennemi ne baissera jamais la tête, Ma chère capitale, Mon Moscou doré ! | Aplenty ’round the world I’ve roamed; In caves, trenches, and taigas I’ve dwelled. Alive twice in my life I was buried; Farewell I’ve bled, loved and grieved. But with the pride of Moscow I’ve acquainted, And far and wide these words I echoed: My capital dear and holy, My very golden Moscow! The copses near Moscow I adore, And the bridges above Thy river, I venerate Thy Red Square, And the Kremlin chimes I honour. Shalt Thou always be popular In towns and villages from afar. My capital dear and holy, My very golden Moscow! We shall remember that harsh fall, Tanks’ fray, blades’ gleam shall we recall, And Thy twenty-eight sons all so brave Shall all for centuries live. And ne’er shall the enemy succeed In lowering Thy head. My capital dear and holy, My very golden Moscow! |